# Box-office France 2009
Cet article traite du box-office cinéma de 2009 en France.
Signalons qu'il y a eu 201,51 millions d'entrées dans les salles françaises, soit la plus forte fréquentation enregistrée depuis 27 ans. Il faut remonter à 1982 pour retrouver une telle affluence (201,93 millions).
Cette année, 558 films sortent sur les écrans, dans la moyenne depuis 2004. La part des films français continue de progresser (268 contre 238 en 2004 et 205 en 2001).

## Les films à succès

### Les films français
L'adaptation cinématographique des livres Le Petit Nicolas, totalise plus de 5,5 millions d'entrées et est le film français ayant réalisé le plus d'entrées en 2009. Le film générationnel LOL a rassemblé plus de 3,6 millions de spectateurs et la surprise de l'été au box-office, Neuilly sa mère ! a dépassé les 2,5 millions d'entrées. De très nombreuses comédies ont dépassé le million d'entrées (OSS 117, Coco, Safari…).

### Les films étrangers
Les films américains dominent le classement cette année. Si on pouvait retrouver de nombreuses suites à succès, certains films se sont appuyés sur la renommée de leur réalisateur : c'est le cas de Pete Docter (Monstres et Cie) avec Là-haut, avec plus de 4,5 millions d'entrées, de Roland Emmerich (Le jour d'après, Godzilla) avec 2012 (4,6 millions d'entrées), de Quentin Tarantino (Kill Bill, Pulp Fiction) avec Inglourious Basterds (2,8 millions d'entrées). On notera aussi la bonne performance du réalisateur Todd Phillips (Road Trip) avec Very Bad Trip, une comédie américaine sans vedette de premier plan, ayant réalisé un peu plus de 2 millions d'entrées dans l'hexagone.

### Les coproductions
Toujours afin de limiter les risques, notamment à cause de l'explosion des budgets (250 millions de dollars pour Harry Potter, 200 millions pour 2012, 175 millions pour Là-haut, etc.), sur les 54 films millionnaires on retrouve pas moins de 11 coproductions dont 2 anglaises et 3 allemandes. Cela permet aussi à certains pays de se montrer, on peut citer l'Argentine, la Russie ou encore l'Afrique du Sud.
Mention spéciale au film Le Concert, produit par des sociétés de production de 5 origines, suivi de près par Millénium et District 9, avec 4 nationalités différentes.

### Avatar: Le champion 2009
Après 12 ans d'absence, et son box-office français énorme de 20 758 887 entrées pour son insubmersible Titanic, le réalisateur canadien James Cameron revient en 2009 avec son nouveau film Avatar, qui lui permet encore de dépasser la barre des 10 millions d'entrées au box-office en France, ce qui n'était jamais arrivé pour un film de science-fiction. Son box-office s'est même arrêté à 14 775 990 entrées France.

## Les suites
- L'Âge de glace 3 : Le Temps des dinosaures réalise le meilleur score de la série. Il fait 1 161 229 entrées de plus que L'Âge de glace 2 et 4 744 787 entrées de plus que L'Âge de glace. En 2009, c'est aussi le 17e plus gros succès de tous les temps avec 886,7 millions de dollars de recette dans le monde et le 2e plus gros succès pour un long-métrage d'animation, derrière les 919.8 millions de dollars de Shrek 2.
- Harry Potter et le Prince de sang-mêlé, bien qu'il soit le troisième plus gros succès de l'année en France, il réalise le plus mauvais score de la série toujours sur le sol français. Cependant, il a réalisé le meilleur démarrage de l'année sur sa première semaine.
- Twilight, chapitre II : Tentation dépasse largement en 2 semaines le score total de Twilight, chapitre I : Fascination sorti 10 mois auparavant, également en 2009.
- OSS 117 : Rio ne répond plus réalise 216 447 entrées de plus que le premier épisode, OSS 117 : Le Caire, nid d'espions sorti en 2006.
- Arthur et la Vengeance de Maltazard réalise un box-office de 3 871 771 entrées alors que son prédécesseur, Arthur et les Minimoys, avait dépassé les 6 millions d'entrées en France.
- Transformers 2 : La Revanche fait 291 919 entrées de mieux que Transformers sorti deux ans auparavant.
- Anges et Démons fait environ deux fois moins d'entrées que Da Vinci Code (2 150 333 entrées de moins).
- X-Men Origins: Wolverine fait légèrement mieux que le premier épisode (X-Men) mais moins bien que X-Men 2 et X-Men : L'Affrontement final avec 1 958 789 entrées au compteur.
- Fast and Furious 4 réalise le deuxième meilleur score de la saga, tout juste derrière 2 Fast 2 Furious (seulement 15 570 entrées de différence), et bien devant les deux autres épisodes.
- La Nuit au musée 2 fait 640 741 entrées de moins que le premier épisode, La Nuit au musée.
- Terminator Renaissance réalise le pire score de la saga Terminator, et fait 1 747 557 entrées de moins que Terminator 3 : Le Soulèvement des machines, 4 558 039 entrées de moins que Terminator 2 : Le Jugement dernier et 1 495 144 entrées de moins que le premier Terminator.
- Banlieue 13 : Ultimatum et Destination finale 4 font mieux que leurs prédécesseurs, en passant le million d'entrées.

## Les millionnaires
Par pays d'origine des films (Pays producteur principal)
- États-Unis : 29 films
- France : 20 films
- Royaume-Uni : 3 films
- Afrique du Sud : 1 film
- Suède : 1 film
- Total : 54 films

| Classement | Titre                                      | Pays                             | Réalisateur                   | Box-office France  | Semaines |
| ---------- | ------------------------------------------ | -------------------------------- | ----------------------------- | ------------------ | -------- |
| 1.         | Avatar                                     |                                  | James Cameron                 | 14 677 888 entrées | 19 (fin) |
| 2.         | L'Âge de glace 3 : Le Temps des dinosaures | Carlos Saldanha / Mike Thurmeier | 7 803 757 entrées             | 23 (fin)           |          |
| 3.         | Harry Potter et le Prince de sang-mêlé     |                                  | David Yates                   | 6 052 274 entrées  | 15 (fin) |
| 4.         | Le Petit Nicolas                           |                                  | Laurent Tirard                | 5 520 562 entrées  | 19 (fin) |
| 5.         | 2012                                       |                                  | Roland Emmerich               | 4 631 838 entrées  | 11 (fin) |
| 6.         | Là-haut                                    | Pete Docter / Bob Peterson       | 4 508 949 entrées             | 28 (fin)           |          |
| 7.         | Twilight - Chapitre II : Tentation         | Chris Weitz                      | 4 201 484 entrées             | 12 (fin)           |          |
| 8.         | Arthur et la Vengeance de Maltazard        |                                  | Luc Besson                    | 3 912 389 entrées  | 9 (fin)  |
| 9.         | LOL                                        | Lisa Azuelos                     | 3 660 204 entrées             | 14 (fin)           |          |
| 10.        | Gran Torino                                |                                  | Clint Eastwood                | 3 411 031 entrées  | 26 (fin) |
| 11.        | Coco                                       |                                  | Gad Elmaleh                   | 3 008 677 entrées  | 8 (fin)  |
| 12.        | Volt, star malgré lui                      |                                  | Chris Williams / Byron Howard | 2 970 770 entrées  | 19 (fin) |
| 13.        | Inglourious Basterds                       |                                  | Quentin Tarantino             | 2 847 740 entrées  | 25 (fin) |
| 14.        | Twilight - Chapitre I : Fascination        |                                  | Catherine Hardwicke           | 2 802 847 entrées  | 12 (fin) |
| 15.        | Slumdog Millionaire                        |                                  | Danny Boyle / Loveleen Tandan | 2 700 935 entrées  | 37 (fin) |
| 16.        | L'Étrange Histoire de Benjamin Button      |                                  | David Fincher                 | 2 595 615 entrées  | 13 (fin) |
| 17.        | OSS 117 : Rio ne répond plus               |                                  | Michel Hazanavicius           | 2 520 877 entrées  | 13 (fin) |
| 18.        | Neuilly sa mère !                          | Gabriel Julien-Laferrière        | 2 517 140 entrées             | 16 (fin)           |          |
| 19.        | Transformers 2 : La Revanche               |                                  | Michael Bay                   | 2 276 748 entrées  | 10 (fin) |
| 20.        | Anges et Démons                            |                                  | Ron Howard                    | 2 042 698 entrées  | 9 (fin)  |
| 21.        | Very Bad Trip                              |                                  | Todd Phillips                 | 2 001 563 entrées  | 20 (fin) |
| 22.        | Safari                                     |                                  | Olivier Baroux                | 1 964 527 entrées  | 8 (fin)  |
| 23.        | X-Men Origins: Wolverine                   |                                  | Gavin Hood                    | 1 958 789 entrées  | 10 (fin) |
| 24.        | Le Concert                                 |                                  | Radu Mihaileanu               | 1 886 779 entrées  | 14 (fin) |
| 25.        | Lucky Luke                                 |                                  | James Huth                    | 1 865 726 entrées  | 9 (fin)  |
| 26.        | Fast and Furious 4                         |                                  | Justin Lin                    | 1 811 984 entrées  | 10 (fin) |
| 27.        | De l'autre côté du lit                     |                                  | Pascale Pouzadoux             | 1 792 382 entrées  | 9 (fin)  |
| 28.        | La Première Étoile                         | Lucien Jean-Baptiste             | 1 647 603 entrées             | 15 (fin)           |          |
| 29.        | La Nuit au musée 2                         |                                  | Shawn Levy                    | 1 635 276 entrées  | 14 (fin) |
| 30.        | Le code a changé                           |                                  | Danièle Thompson              | 1 626 878 entrées  | 12 (fin) |
| 31.        | Terminator Renaissance                     |                                  | McG                           | 1 560 211 entrées  | 7 (fin)  |
| 32.        | Michael Jackson's This Is It               | Kenny Ortega                     | 1 544 540 entrées             | 4 (fin)            |          |
| 33.        | Public Enemies                             | Michael Mann                     | 1 537 488 entrées             | 12 (fin)           |          |
| 34.        | Alvin et les Chipmunks 2                   | Betty Thomas                     | 1 413 219 entrées             | 6 (fin)            |          |
| 35.        | Mission-G                                  | Hoyt Yeatman                     | 1 410 903 entrées             | 11 (fin)           |          |
| 36.        | Le Drôle de Noël de Scrooge                | Robert Zemeckis                  | 1 410 673 entrées             | 11 (fin)           |          |
| 37.        | Prédictions                                |                                  | Alex Proyas                   | 1 401 915 entrées  | 8 (fin)  |
| 38.        | Un prophète                                |                                  | Jacques Audiard               | 1 309 269 entrées  | 28 (fin) |
| 39.        | Monstres contre Aliens                     |                                  | Conrad Vernon / Rob Letterman | 1 264 483 entrées  | 12 (fin) |
| 40.        | Micmacs à tire-larigot                     |                                  | Jean-Pierre Jeunet            | 1 258 804 entrées  | 8 (fin)  |
| 41.        | Incognito                                  | Éric Lavaine                     | 1 250 138 entrées             | 10 (fin)           |          |
| 42.        | Millénium                                  |                                  | Niels Arden Oplev             | 1 216 430 entrées  | 19 (fin) |
| 43.        | Welcome                                    |                                  | Philippe Lioret               | 1 205 065 entrées  | 19 (fin) |
| 44.        | Loup                                       | Nicolas Vanier                   | 1 191 092 entrées             | 9 (fin)            |          |
| 45.        | Les Noces rebelles                         |                                  | Sam Mendes                    | 1 142 067 entrées  | 13 (fin) |
| 46.        | Destination finale 4                       |                                  | David Richard Ellis           | 1 109 984 entrées  | 9 (fin)  |
| 47.        | Sept vies                                  | Gabriele Muccino                 | 1 108 938 entrées             | 8 (fin)            |          |
| 48.        | District 9                                 |                                  | Neill Blomkamp                | 1 108 053 entrées  | 11 (fin) |
| 49.        | Banlieue 13 : Ultimatum                    |                                  | Patrick Alessandrin           | 1 106 804 entrées  | 7 (fin)  |
| 50.        | Paranormal Activity                        |                                  | Oren Peli                     | 1 105 953 entrées  | 7 (fin)  |
| 51.        | Coco avant Chanel                          |                                  | Anne Fontaine                 | 1 030 096 entrées  | 14 (fin) |
| 52.        | Clones                                     |                                  | Jonathan Mostow               | 1 021 427 entrées  | 11 (fin) |
| 53.        | 17 ans encore                              | Burr Steers                      | 1 010 753 entrées             | 11 (fin)           |          |
| 54.        | RTT                                        |                                  | Frédéric Berthe               | 1 007 032 entrées  | 8 (fin)  |

## Les records par semaine
| Semaines    | Titre                                  | Pays      | Réalisateur   | Entrées   |
| ----------- | -------------------------------------- | --------- | ------------- | --------- |
| 1re semaine | Harry Potter et le Prince de sang-mêlé |           | David Yates   | 2 882 397 |
| 2e semaine  | Avatar                                 |           | James Cameron | 2 925 087 |
| 3e semaine  | Avatar                                 | 2 200 440 | James Cameron |           |
| 4e semaine  | Avatar                                 | 1 257 402 | James Cameron |           |
| 5e semaine  | Avatar                                 | 1 162 609 | James Cameron |           |
| 6e semaine  | Avatar                                 | 1 008 441 | James Cameron |           |
| 7e semaine  | Avatar                                 | 815 676   | James Cameron |           |
| 8e semaine  | Avatar                                 | 673 879   | James Cameron |           |
| 9e semaine  | Avatar                                 | 598 160   | James Cameron |           |
| 10e semaine | Avatar                                 | 520 414   | James Cameron |           |

## Box-office par semaine
| #  | Semaine                           | Film no 1                                  | Pays              | Entrées           |
| -- | --------------------------------- | ------------------------------------------ | ----------------- | ----------------- |
| 1  | 7 janvier au 13 janvier 2009      | Twilight, chapitre I : Fascination         |                   | 755 835 entrées   |
| 2  | 14 janvier au 20 janvier 2009     | Twilight, chapitre I : Fascination         | 518 877 entrées   |                   |
| 3  | 21 janvier au 27 janvier 2009     | Les Noces rebelles                         |                   | 409 884 entrées   |
| 4  | 28 janvier au 3 février 2009      | Walkyrie                                   |                   | 324 090 entrées   |
| 5  | 4 février au 10 février 2009      | L'Étrange Histoire de Benjamin Button      |                   | 826 315 entrées   |
| 6  | 11 février au 17 février 2009     | LOL                                        |                   | 806 131 entrées   |
| 7  | 18 février au 24 février 2009     | Le code a changé                           | 762 912 entrées   |                   |
| 8  | 25 février au 3 mars 2009         | Gran Torino                                |                   | 865 928 entrées   |
| 9  | 4 mars au 10 mars 2009            | Gran Torino                                | 656 162 entrées   |                   |
| 10 | 11 mars au 17 mars 2009           | Gran Torino                                | 407 388 entrées   |                   |
| 11 | 18 mars au 24 mars 2009           | Coco                                       |                   | 1 806 263 entrées |
| 12 | 25 mars au 31 mars 2009           | Coco                                       | 621 810 entrées   |                   |
| 13 | 1er avril au 7 avril 2009         | Safari                                     | 619 214 entrées   |                   |
| 14 | 8 avril au 14 avril 2009          | Fast and Furious 4                         |                   | 1 020 741 entrées |
| 15 | 15 avril au 21 avril 2009         | OSS 117 : Rio ne répond plus               |                   | 1 090 269 entrées |
| 16 | 22 avril au 28 avril 2009         | OSS 117 : Rio ne répond plus               | 593 780 entrées   |                   |
| 17 | 29 avril au 5 mai 2009            | X-Men Origins: Wolverine                   |                   | 969 755 entrées   |
| 18 | 6 mai au 12 mai 2009              | X-Men Origins: Wolverine                   | 488 032 entrées   |                   |
| 19 | 13 mai au 19 mai 2009             | Anges et Démons                            |                   | 805 694 entrées   |
| 20 | 20 mai au 26 mai 2009             | La Nuit au musée 2                         |                   | 638 473 entrées   |
| 21 | 27 mai au 2 juin 2009             | La Nuit au musée 2                         | 361 587 entrées   |                   |
| 22 | 3 juin au 9 juin 2009             | Terminator Renaissance                     |                   | 756 323 entrées   |
| 23 | 10 juin au 16 juin 2009           | Terminator Renaissance                     | 371 057 entrées   |                   |
| 24 | 17 juin au 23 juin 2009           | Tellement proches                          |                   | 292 387 entrées   |
| 25 | 24 juin au 30 juin 2009           | Transformers 2 : La Revanche               |                   | 1 115 888 entrées |
| 26 | 1er juillet au 7 juillet 2009     | L'Âge de glace 3 : Le Temps des dinosaures | 2 403 734 entrées |                   |
| 27 | 8 juillet au 14 juillet 2009      | L'Âge de glace 3 : Le Temps des dinosaures | 1 923 620 entrées |                   |
| 28 | 15 juillet au 21 juillet 2009     | Harry Potter et le Prince de sang-mêlé     |                   | 2 882 397 entrées |
| 29 | 22 juillet au 28 juillet 2009     | Harry Potter et le Prince de sang-mêlé     | 1 288 101 entrées |                   |
| 30 | 29 juillet au 4 août 2009         | Là-haut                                    |                   | 1 301 980 entrées |
| 31 | 5 août au 11 août 2009            | Là-haut                                    | 825 909 entrées   |                   |
| 32 | 12 août au 18 août 2009           | Là-haut                                    | 525 731 entrées   |                   |
| 33 | 19 août au 25 août 2009           | Inglourious Basterds                       |                   | 939 788 entrées   |
| 34 | 26 août au 1er septembre 2009     | Inglourious Basterds                       | 632 627 entrées   |                   |
| 35 | 2 septembre au 8 septembre 2009   | Inglourious Basterds                       | 386 560 entrées   |                   |
| 36 | 9 septembre au 15 septembre 2009  | Inglourious Basterds                       | 318 956 entrées   |                   |
| 37 | 16 septembre au 22 septembre 2009 | District 9                                 |                   | 473 873 entrées   |
| 38 | 23 septembre au 29 septembre 2009 | La Proposition                             |                   | 303 534 entrées   |
| 39 | 30 septembre au 6 octobre 2009    | Le Petit Nicolas                           |                   | 1 132 450 entrées |
| 40 | 7 octobre au 13 octobre 2009      | Le Petit Nicolas                           | 998 758 entrées   |                   |
| 41 | 14 octobre au 20 octobre 2009     | Le Petit Nicolas                           | 672 532 entrées   |                   |
| 42 | 21 octobre au 27 octobre 2009     | Lucky Luke                                 |                   | 879 832 entrées   |
| 43 | 28 octobre au 3 novembre 2009     | Michael Jackson's This Is It               |                   | 835 652 entrées   |
| 44 | 4 novembre au 10 novembre 2009    | Michael Jackson's This Is It               | 424 760 entrées   |                   |
| 45 | 11 novembre au 17 novembre 2009   | 2012                                       | 2 212 370 entrées |                   |
| 46 | 18 novembre au 24 novembre 2009   | Twilight, chapitre II : Tentation          | 2 318 559 entrées |                   |
| 47 | 25 novembre au 1er décembre 2009  | Twilight, chapitre II : Tentation          | 967 840 entrées   |                   |
| 48 | 2 décembre au 8 décembre 2009     | Arthur et la Vengeance de Maltazard        |                   | 1 213 383 entrées |
| 49 | 9 décembre au 15 décembre 2009    | Arthur et la Vengeance de Maltazard        | 786 866 entrées   |                   |
| 50 | 16 décembre au 22 décembre 2009   | Avatar                                     |                   | 2 648 596 entrées |
| 51 | 23 décembre au 29 décembre 2009   | Avatar                                     | 2 925 087 entrées |                   |
| 52 | 30 décembre au 5 janvier 2010     | Avatar                                     | 2 200 440 entrées |                   |